# Findochty
Findochty (/ˈfɪnɛxti/, en scots : Finichty et en gaélique écossais : Am Fionn Ochdamh) est un village de Moray en Écosse, situé à 6,5 km à l'est de Buckie sur les côtes du Moray Firth. Le nom gaélique du village a été enregistré par Diack dans sa propre méthode de transcription sous le nom fanna-guchti, dont le sens n'est pas clair.

## Histoire
En 1899, des ossements d'animaux interprétés comme étant des outils ont été découverts dans une caverne de la falaise proche de l'actuel terrain de bowling. Des cuillères en corne, des aiguilles sans chas, et même un bracelet de lignite brisé ont été trouvés. Les os ont été datés à -100, mais ont été malheureusement perdus[réf. nécessaire]. La caverne a été détruite et utilisée pour obtenir des pierres pour construire routes et maisons, faisant place au progrès de la révolution industrielle.
En 1568, la famille Ord acquiert le manoir, le port, la régie et les terres de pêche de Findochty, et construit ensuite le château de Findochty, maintenant en ruine, qui se situe à l'ouest du village. En 1716 les Ord amènent 13 hommes et 4 garçons depuis Fraserburgh sous contrat pour pêcher depuis Findochty, et pendant un temps le port fut occupé par l'arrivée de harengs et de poissons blancs. Findochty s'étend en tant que port de pêche pendant les XVIIIe siècle et XIXe siècle, et hébergeait en 1850 140 bateaux de pêche. Mais l'agrandissement à la fin du XIXe siècle de la proche ville de Buckie fournissait un meilleur port, et la flotte de pêche quitte Findochty en 1890. Le port de Findochty est maintenant principalement un port de plaisance et un bon endroit où prendre un bain de soleil lorsque la marée est basse.

## Agencement
Le village dispose de services de base, incluant un pub, un petit supermarché et une pharmacie. Il y a une caravane à l'ouest du village, située derrière le pub The Admirals. Le parking des caravanes donne sur une formation rocheuse connue sous le nom d'Edindoune, et sur des baies du Moray Firth. Le port est bien protégé des éléments par des quais solides, dont l'un est surmonté d'un phare, et possède une marina et des pontons.
À l'est du village, la falaise s'élève vers Tronach Head, criblée de cavernes et d'anses. Le chemin de crête relie Findochty avec les villages alentour de Portknockie à l'est et Strathlene dans la banlieue de Buckie à l'ouest. Les falaises sont le domicile de myriades d'oiseaux de mer. Il y a de nombreuses formations rocheuses, telles les Priest Craigs et les Horses Head.
À l'ouest du village se trouve le terrain de golf 18 trous de Strathlene, limité au nord par les chemins côtiers et les basses falaises. Au sud du terrain se trouve la route reliant Findochty avec Portessie et Strathlene. Adjacentes à la route se trouvent les ruines du château de Findochty. L'accès au château n'est pas permis, puisqu'il se situe au milieu d'une ferme en activité.

## Églises
Il y a de nombreuses églises dans ce village, une congrégation de l'Église d'Écosse. l'Armée du salut y a un corps actif, et l'assemblée de Frères, très fermée, y a deux salles de réunion. Il y a aussi une église méthodiste. L'Assemblée de Frères du Station Road Hall tient une conférence biblique annuelle chaque septembre qui attire de nombreux chrétiens de plusieurs îles britanniques et de pays d'outre-mer.

## Économie
La plupart des habitants travaillent dans le secteur pétrolier, ce qui est le cas pour la plupart des lieux environnants, à cause de sa proximité raisonnable d'Aberdeen.

## Démographie
Sa population était de 1 106 en 2001.